# Mercado da Ribeira
O Mercado da Ribeira é um mercado de produtos alimentares e outros no Cais do Sodré, em Lisboa. Tem cerca de 10 mil metros quadrados de área coberta.
Inaugurado a 1 de Janeiro de 1882, o mercado foi sofrendo sucessivas remodelações e ampliações. A 7 de Junho de 1893 um incêndio destruiu a parte do lado nascente do mercado.
No ano 2000 o mercado abandonou a actividade de comércio grossista mas manteve o retalhista. Em 2001, com a inauguração do novo primeiro piso, o espaço iniciou uma nova vertente social, cultural e recreativa. Nesta data, inauguraram-se ainda um restaurante e duas lojas de artesanato.
Algumas das actividades sócio-culturais que se realizam actualmente são:
- Os Bailes da Ribeira
- Espectáculos musicais diversos

## Time Out Portugal
A exploração do Mercado da Ribeira foi atribuída pela Câmara de Lisboa à Time Out em 2010, no âmbito de um concurso público para concessionar o espaço.
Em 18 de Maio de 2014 abre o mercado de Lisboa com 30 restaurantes onde se pode comer grande variedade de pratos de peixe, carne, hambúrgueres artesanais, sushi, bolos e gelados etc. São 3000 metros quadrado e servidos por 500 lugares sentados em área coberta e mais 250 de esplanada.
O conceito que a Time Out Portugal desenvolveu no Mercado da Ribeira, em Lisboa, vai ser replicado pelo Time Out Group em todo o mundo. A começar pelas cidades de Londres e Nova Iorque.

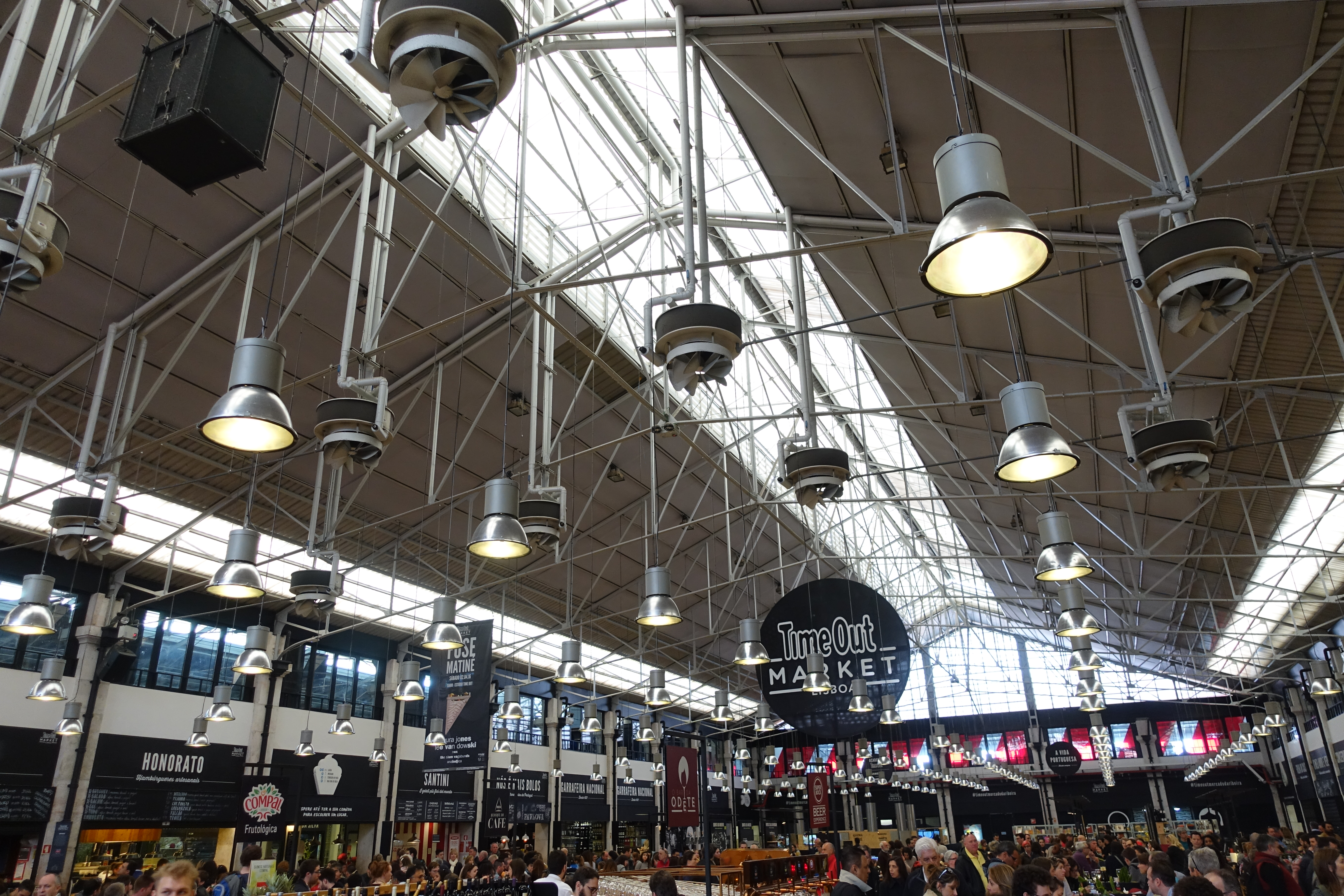